# Bleicherweg 74

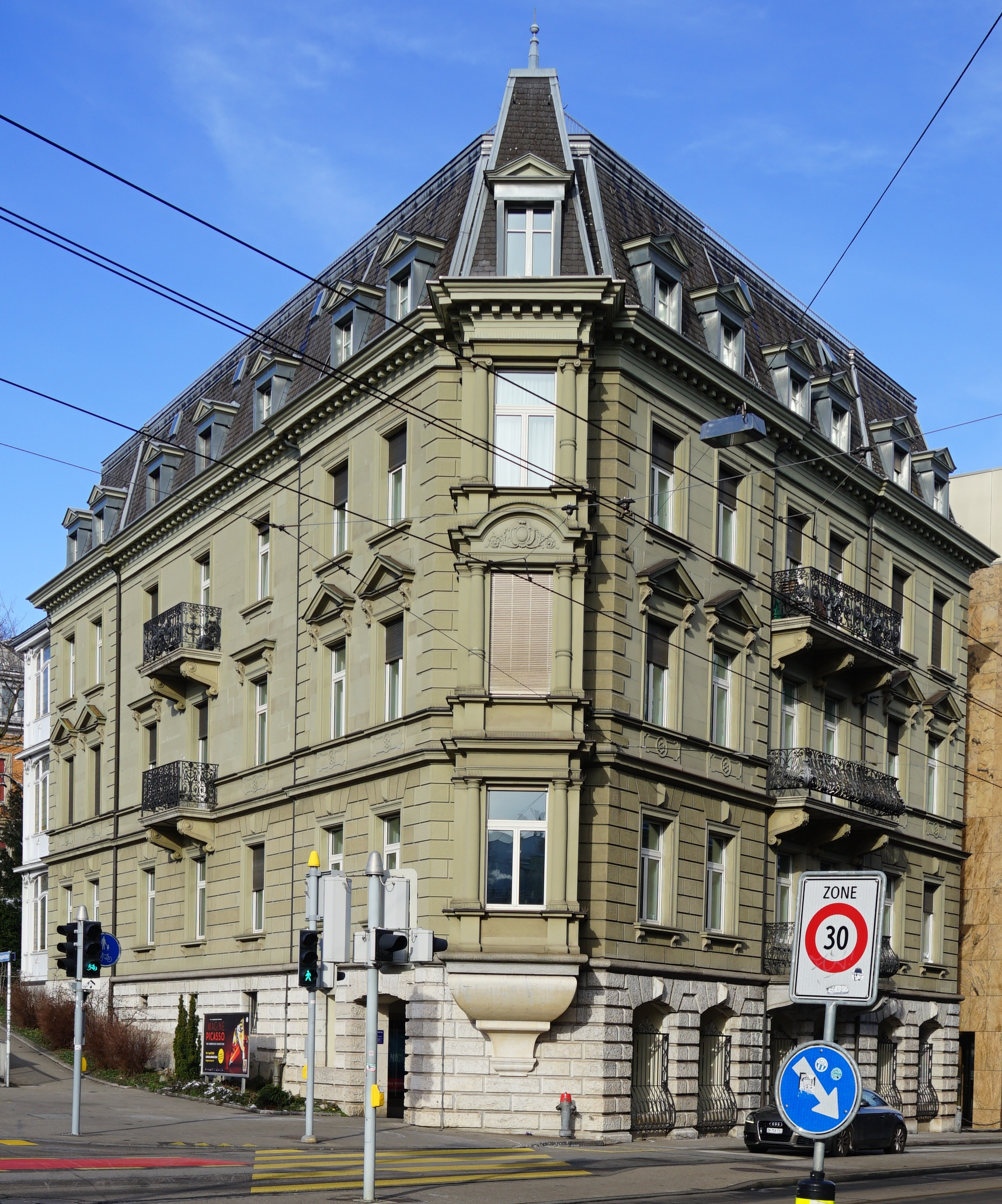
Ansicht von Südwesten, 2024

Das Wohn- und Geschäftshaus Bleicherweg 74 im Quartier Enge ist ein geschütztes Baudenkmal in Zürich. Es wurde 1890 im Stil des Neoklassizismus errichtet.

## Lage
Das Bauwerk ist ein Eckhaus am Bleicherweg in Sichtweite des Bahnhofs Enge und an der Abzweigung zum Ulmbergtunnel. Die gegenüberliegende Hauszeile Bleicherweg 37–47 ist als Kulturgut von regionaler Bedeutung im Schweizerischen Kulturgüterschutzinventar verzeichnet.

## Geschichte und Beschreibung
Die «Innere Enge» entwickelte sich im 19. Jahrhundert zum Stadterweiterungsgebiet. Wichtigste Ausfallachse war der Bleicherweg. Das Gebäude Bleicherweg 74 wurde 1890 erbaut und 1984 unter Denkmalschutz gestellt. Planer war der Architekt Georges Müller-Widmer. Der Vorgarten wurde beim Ausbau des Bleicherwegs beseitigt. Zu den Bewohnern gehörte um 1900 die Fabrikantenfamilie Streuli-Hüni.
Das Haus steht in Hanglage auf einem unregelmässig zugeschnittenen Eckgrundstück. Über dem Erdgeschoss erheben sich drei Obergeschosse sowie das Dachgeschoss im Mansarddach. Die strassenseitigen Fassaden zeigen im Süden sechs und im Westen sieben Achsen. Sie sind symmetrisch gegliedert und «in klassizistischer Formensprache gestaltet». Die Eckrisalite sind jeweils zweiachsig und schwach ausgeprägt. Die Südfassade zeigt drei Balkone, die Westfassade zwei schmalere. Zur Gliederung gehören die Dreieckgiebel der Fenster der Risalite im zweiten Obergeschoss sowie der Lukarnen. Die Ecklage des Hauses wird durch einen durchgehenden Erker mit Keildach betont.

## Belege
1. 1 2  Denkmaltafel Bleicherweg 74 am Gebäude.
2. ↑  Siehe Ansicht von 1927.
3. ↑  digital.kunsthaus.ch: Jahresbericht für 1900 und Verzeichnis der Mitglieder pro 30. Juni 1901.  (abgerufen am 4. Februar 2024)

Koordinaten: 47° 21′ 58,4″ N, 8° 31′ 56,7″ O; CH1903: 682620 / 246730